# Perissocytheridea matsoni
Perissocytheridea matsoni is een mosselkreeftjessoort uit de familie van de Cytherideidae. De wetenschappelijke naam van de soort is voor het eerst geldig gepubliceerd in 1938 door Stephenson.